# 職業訓練指導員 (木型科)
職業訓練指導員 (木型科)（しょくぎょうくんれんしどういん きがたか）は、職業訓練指導員免許のうちの1つ。厚生労働省管轄。

## 受験資格
職業訓練指導員免許の受験資格と試験免除を参照。木型製作技能士の保有者など。

## 試験科目

### 学科試験
1. 指導方法（職業訓練原理、教科指導法、訓練生の心理、生活指導及び職業訓練関係法規）
2. 関連学科
  1. 系基礎学科
    1. 製図（現図画法　読図法）
    2. 木材加工法（木材乾燥法　木材加工用機械　木材加工法）
    3. 安全衛生（安全管理　衛生管理）

  2. 専攻学科
    1. 鋳造法（鋳造法　金属材料）
    2. 工作法（木型模型の種類　工作法　検査法）
    3. 材料（木型用材料　接着剤　仕上用材料）

### 実技試験
1. 木型製作